# Polygoniodes pallidipes
Polygoniodes pallidipes là một loài bướm đêm trong họ Noctuidae.